# Gullmurkling
Gullmurkling (Neolecta vitellina) är en svampart som först beskrevs av Giacopo Bresàdola, och fick sitt nu gällande namn av Korf & J.K. Rogers 1971. Gullmurkling ingår i släktet Neolecta och familjen Neolectaceae.  Arten är reproducerande i Sverige. Inga underarter finns listade i Catalogue of Life.